# Temporada 2020 del fútbol boliviano
La Temporada 2020 del fútbol boliviano comprende todas las actividades supeditadas por la Federación Boliviana de Fútbol en lo que refiere a las competiciones en las categorías profesional y aficionado, tanto de carácter nacional e internacional, disputadas por clubes bolivianos, y también por las selecciones nacionales de este país, en sus diversas categorías llevadas a cabo durante todo el año 2020, desde el 1 de enero hasta el 31 de diciembre. La temporada se vio fuertemente alterada por la pandemia del COVID-19 y varios torneos fueron cancelados.

## Campeonatos de Equipos

### Masculino

#### Torneos Nacionales
| Nivel | Torneo                                    | Campeonato                         | Campeón       |
| ----- | ----------------------------------------- | ---------------------------------- | ------------- |
| 1     | División Profesional del Fútbol Boliviano | Edición 2020: Torneo Apertura 2020 | Always Ready  |
| 1     | División Profesional del Fútbol Boliviano | Edición 2020: Torneo Clausura 2020 | Cancelado     |
| 2     | Nacional "B" - Copa Simón Bolívar         | Copa Simón Bolívar 2020            | Real Tomayapo |
| 3     | Torneo Nacional Interprovincial           | Interprovincial 2020: Serie A      | Cancelado     |
| 3     | Torneo Nacional Interprovincial           | Interprovincial 2020: Serie B      | Cancelado     |

#### Torneos Departamentales

##### Asociación Beniana de Fútbol (ABF)
| Nivel | Torneo                                           | Campeonato                             | Campeón                                           |
| ----- | ------------------------------------------------ | -------------------------------------- | ------------------------------------------------- |
| 2 - 3 | Asociación Beniana de Fútbol (ABF) - Primera "A" | ABF Primera "A" - 2019/20              | Real Kateri                                       |
| 2 - 3 | Asociación Beniana de Fútbol (ABF) - Primera "A" | ABF Primera "A" - 2020/21              | Torneo Cancelado. Pospuesto para la gestión 2021. |
| 4     | Asociación Beniana de Fútbol (ABF) - Primera "B" | ABF Primera "B" - 2019/20              | Torneo Cancelado. Pospuesto para la gestión 2021  |
| 4     | Liga Provincial del Fútbol Beniano               | Campeonato de Clubes Campeones 2019/20 | Blooming de Guayaramerín                          |

1. 1 2  Tras una reunión virtual de consejo central de la ABF efectuada el 20 de agosto, la Asociación Beniana de Fútbol (ABF) decidió suspender todas las competencias deportivas que tenía programadas para la gestión 2020 con la excepción del campeonato interprovincial, y también decidió posponerlas para la gestión 2021, debido a la crisis mundial por la pandemia del virus COVID-19 que imposibilitó el desarrollo del fútbol asociado en el país.[1].

##### Asociación Chuquisaqueña de Fútbol (ACHF)
| Nivel | Torneo                                                         | Campeonato                               | Campeón                                           |
| ----- | -------------------------------------------------------------- | ---------------------------------------- | ------------------------------------------------- |
| 2 - 3 | Asociación Chuquisaqueña de Fútbol (ACHF) - Primera "A"        | ACHF Primera "A" - 2020: Torneo Apertura | Torneo Cancelado. Pospuesto para la gestión 2021. |
| 2 - 3 | Asociación Chuquisaqueña de Fútbol (ACHF) - Primera "A"        | ACHF Primera "A" - 2020: Torneo Clausura | Torneo Cancelado. Pospuesto para la gestión 2021  |
| 4     | Asociación Chuquisaqueña de Fútbol (ACHF) - Primera "B"        | ACHF Primera "B" - 2020                  | Torneo Cancelado. Pospuesto para la gestión 2021  |
| 4     | Liga Provincial del Fútbol Chuquisaqueño                       | Campeonato de Clubes Campeones 2020      | Real Monteagudo                                   |
| 5     | Asociación Chuquisaqueña de Fútbol (ACHF) - Primera de Ascenso | ACHF Primera de Ascenso - 2020           | Torneo Cancelado. Pospuesto para la gestión 2021  |

1. 1 2 3 4  Tras una reunión virtual de consejo central de la ACHF efectuada el 20 de junio, la Asociación Chuquisaqueña de Fútbol (ACHF) decidió suspender todas las competencias deportivas que tenía programadas para la gestión 2020, y también decidió posponerlas a todas para la gestión 2021, debido a la crisis mundial por la pandemia del virus COVID-19 que imposibilitó el desarrollo del fútbol asociado en el país.[2].

##### Asociación de Fútbol de Cochabamba (AFC)
| Nivel | Torneo                                                        | Campeonato                                 | Campeón                                                         |
| ----- | ------------------------------------------------------------- | ------------------------------------------ | --------------------------------------------------------------- |
| 2 - 3 | Asociación de Fútbol de Cochabamba (AFC) - Primera "A"        | AFC Primera "A" - 2019/20: Torneo Clausura | Cochabamba F.C.                                                 |
| 2 - 3 | Asociación de Fútbol de Cochabamba (AFC) - Primera "A"        | AFC Primera "A" - 2020/21: Torneo Apertura | Torneo Cancelado. Pospuesto para la gestión 2021.               |
| 4     | Asociación de Fútbol de Cochabamba (AFC) - Primera "B"        | AFC Primera "B" - 2019/20                  | Pasión Celeste                                                  |
| 4     | Asociación de Fútbol de Cochabamba (AFC) - Primera "B"        | AFC Primera "B" - 2020                     | Torneo Cancelado. Pospuesto para la gestión 2021.               |
| 4     | Liga Provincial del Fútbol Cochabambino                       | Campeonato de Clubes Campeones 2019/21     | Torneo No Concluido. Previsto de concluir para la gestión 2021. |
| 5     | Asociación de Fútbol de Cochabamba (AFC) - Primera de Ascenso | ACHF Primera de Ascenso - 2019/20          | Oruro Royal Cbba.                                               |

1. 1 2 3  La Asociación de Fútbol Cochabamba (AFC) decidió suspender las competencias deportivas restantes que tenía programadas para la gestión 2020, tras concluir con las competencias pendientes del a gestión 2019-2020 debido a la crisis mundial por la pandemia del virus COVID-19 que imposibilitó el desarrollo del fútbol asociado en el país, junto con la reorganización de su directorio.[3].

##### Asociación de Fútbol La Paz (AFLP)
| Nivel | Torneo                                                     | Campeonato                             | Campeón                                           |
| ----- | ---------------------------------------------------------- | -------------------------------------- | ------------------------------------------------- |
| 2 - 3 | Asociación de Fútbol La Paz (AFLP) - Primera "A"           | AFLP Primera "A" - 2020                | Deportivo FATIC.                                  |
| 4     | Asociación de Fútbol La Paz (AFLP) - Primera "B"           | AFLP Primera "B" - 2020                | Torneo Cancelado. Pospuesto para la gestión 2021. |
| 4     | Liga Provincial Paceña de Fútbol                           | Campeonato de Clubes Campeones 2019/20 | Deportivo Achocalla                               |
| 5     | Asociación de Fútbol de La Paz (AFLP) - Primera de Ascenso | AFLP Primera de Ascenso - 2020         | Torneo Cancelado. Pospuesto para la gestión 2021. |

1. 1 2 3  La Asociación de Fútbol de La Paz (AFLP) decidió suspender las competencias deportivas restantes que tenía programadas para la gestión 2020, debido a la crisis mundial por la pandemia del virus COVID-19 que imposibilitó el desarrollo del fútbol asociado en el país, junto con la reorganización de su directorio. Esto a su vez implicó la inmediata suspensión del torneo de Primera "A" que llevaba cinco fechas jugadas, declarando en el comunicado del Consejo del 26 de noviembre de 2020 como club campeón al Deportivo FATIC y subcampeón al club Chaco Petrolero, según los resultados obtenidos durante las cinco fechas jugadas.[4].

##### Asociación de Fútbol de Oruro (AFO)
| Nivel | Torneo                                                   | Campeonato                          | Campeón                                           |
| ----- | -------------------------------------------------------- | ----------------------------------- | ------------------------------------------------- |
| 2 - 3 | Asociación de Fútbol de Oruro (AFO) - Primera "A"        | AFO Primera "A" - 2020              | Torneo Cancelado. Pospuesto para la gestión 2021. |
| 4     | Asociación de Fútbol de Oruro (AFO) - Primera "B"        | AFO Primera "B" - 2020              | Torneo Cancelado. Pospuesto para la gestión 2021. |
| 4     | Liga Provincial de Fútbol de Oruro                       | Campeonato de Clubes Campeones 2020 | AMDECAR                                           |
| 5     | Asociación de Fútbol de Oruro (AFO) - Primera de Ascenso | AFO Primera de Ascenso - 2020       | Torneo Cancelado. Pospuesto para la gestión 2021. |

1. 1 2 3  La Asociación de Fútbol de Oruro (AFO) decidió suspender todas las competencias deportivas que tenía programadas para la gestión 2020, debido a la crisis mundial por la pandemia del virus COVID-19 que imposibilitó el desarrollo del fútbol asociado en el país durante un congreso extraordinario virtual llevado a cabo el 26 de agosto de 2020.[5].

##### Asociación de Fútbol Potosí (AFP)
| Nivel | Torneo                                                 | Campeonato                          | Campeón                                           |
| ----- | ------------------------------------------------------ | ----------------------------------- | ------------------------------------------------- |
| 2 - 3 | Asociación de Fútbol Potosí (AFP) - Primera "A"        | AFP Primera "A" - 2020              | Torneo Cancelado. Pospuesto para la gestión 2021. |
| 4     | Asociación de Fútbol Potosí (AFP) - Primera "B"        | AFP Primera "B" - 2019/20           | Felipe Hartmann                                   |
| 4     | Liga Provincial Potosina de Fútbol                     | Campeonato de Clubes Campeones 2020 | Torneo suspendido indefinidamente.                |
| 5     | Asociación de Fútbol Potosí (AFP) - Primera de Ascenso | AFP Primera de Ascenso - 2019/20    | Torneo Cancelado. Pospuesto para la gestión 2021. |

1. 1 2 3  La Asociación de Fútbol de Potosí (AFP) decidió suspender todas las competencias deportivas que tenía programadas para la gestión 2020, debido a la crisis mundial por la pandemia del virus COVID-19 que imposibilitó el desarrollo del fútbol asociado en el país durante un congreso extraordinario virtual llevado a cabo el 17 de marzo de 2020. El dia 10 de septiembre, tras un nuevo Congreso de la Asociación, se reafirmó la suspensión de todos los torneos, además de la determinación de los clubes que clasificarian a la Copa Simón Bolívar 2020, tras un consenso con todos sus miembros asociados, se optó por declarar a los clubes Stormers San Lorenzo, Deportivo Cervecería y Rosario Central como los clubes que representarían al departamento por suficiencia económica, junto con el club Sol Radiante de la ciudad de Llallagua como representante provincial, quedando incierto el continuar del torneo interprovincial que se estaba llevando a cabo previo a la suspensión por la pandemia.[6].

##### Asociación Tarijeña de Fútbol (ATF)
| Nivel | Torneo                                                   | Campeonato                              | Campeón                                           |
| ----- | -------------------------------------------------------- | --------------------------------------- | ------------------------------------------------- |
| 2 - 3 | Asociación Tarijeña de Fútbol (ATF) - Primera "A"        | ATF Primera "A" - 2020: Torneo Apertura | Torneo Cancelado. Pospuesto para la gestión 2021. |
| 2 - 3 | Asociación Tarijeña de Fútbol (ATF) - Primera "A"        | ATF Primera "A" - 2020: Torneo Clausura | Torneo Cancelado. Pospuesto para la gestión 2021  |
| 4     | Asociación Tarijeña de Fútbol (ATF) - Primera "B"        | ATF Primera "B" - 2020                  | Torneo Cancelado. Pospuesto para la gestión 2021  |
| 4     | Liga Provincial Tarijeña de Fútbol                       | Campeonato de Clubes Campeones 2019/20  | Quebracho                                         |
| 5     | Asociación Tarijeña de Fútbol (ATF) - Primera de Ascenso | ATF Primera de Ascenso - 2020           | Torneo Cancelado. Pospuesto para la gestión 2021  |

1. 1 2 3 4  Tras una reunión virtual de consejo central de la ATF efectuada el 23 de junio, la Asociación Tarijeña de Fútbol decidió suspender todas las competencias deportivas programadas para la gestión 2020, y posponerlas para la gestión 2021, debido a la crisis mundial por la pandemia del virus COVID-19 que imposibilitó el desarrollo del fútbol asociado en el país.[7].

##### Asociación Pandina de Fútbol (APF)
| Nivel | Torneo                                           | Campeonato                                 | Campeón                                           |
| ----- | ------------------------------------------------ | ------------------------------------------ | ------------------------------------------------- |
| 2 - 3 | Asociación Pandina de Fútbol (APF) - Primera "A" | APF Primera "A" - 2019/20: Torneo Clausura | Vaca Díez                                         |
| 2 - 3 | Asociación Pandina de Fútbol (APF) - Primera "A" | APF Primera "A" - 2020/21: Torneo Apertura | Torneo Cancelado. Pospuesto para la gestión 2021. |
| 4     | Asociación Pandina de Fútbol (APF) - Primera "B" | APF Primera "B" - 2019/20                  | Vaca Díez Juvenil                                 |
| 4     | Asociación Pandina de Fútbol (APF) - Primera "B" | APF Primera "B" - 2020/21                  | Torneo Cancelado. Pospuesto para la gestión 2021. |

##### Asociación Cruceña de Fútbol (ACF)
| Nivel | Torneo                                                  | Campeonato                              | Campeón                                          |
| ----- | ------------------------------------------------------- | --------------------------------------- | ------------------------------------------------ |
| 2 - 3 | Asociación Cruceña de Fútbol (ACF) - Primera "A"        | ACF Primera "A" - 2020: Torneo Apertura | Torneo Cancelado. Pospuesto para la gestión 2021 |
| 2 - 3 | Asociación Cruceña de Fútbol (ACF) - Primera "A"        | ACF Primera "A" - 2020: Torneo Clausura | Torneo Cancelado. Pospuesto para la gestión 2021 |
| 4     | Asociación Cruceña de Fútbol (ACF) - Primera "B"        | ACF Primera "B" - 2019/20               | Florida                                          |
| 4     | Asociación Cruceña de Fútbol (ACF) - Primera "B"        | ACF Primera "B" - 2020/21               | Torneo Cancelado. Pospuesto para la gestión 2021 |
| 4     | Liga Provincial Cruceña de Fútbol                       | Campeonato de Clubes Campeones 2020     | Satélite Norte F.C.                              |
| 5     | Asociación Cruceña de Fútbol (ACF) - Primera de Ascenso | ACF Primera de Ascenso - 2020/21        | Atlético Santa Cruz                              |
| 1 - 5 | Copa Alianza Seguros Santa Cruz                         | Copa Santa Cruz - 2020                  | Guabirá                                          |

1. 1 2 3  Tras una reunión virtual de consejo central de la ACF efectuada el 10 de agosto, la Asociación Cruceña de Fútbol decidió suspender todas las competencias deportivas programadas para la gestión 2020, y posponerlas para la gestión 2021, debido a la crisis mundial por la pandemia del virus COVID-19 que imposibilitó el desarrollo del fútbol asociado en el país.[8].

### Femenino
| Nivel | Torneo                                          | Campeonato                          | Campeón                                          |
| ----- | ----------------------------------------------- | ----------------------------------- | ------------------------------------------------ |
| 1     | Copa Simón Bolívar Femenina                     | Copa Simón Bolívar Femenina 2020/21 | Torneo Cancelado. Pospuesto para la gestión 2021 |
| 1 - 2 | Copa Femenina "Integración"                     | Copa Integración 2020               | Torneo Cancelado. Pospuesto para la gestión 2021 |
| 2     | Campeonato Provincial Clubes Campeones Femenino | Edición 2020                        | Torneo Cancelado. Pospuesto para la gestión 2021 |

## Campeonatos de Selección

### Masculino

#### Torneos oficiales
| Nivel  | Torneo                                                   | Campeonato   | Campeón                                           |
| ------ | -------------------------------------------------------- | ------------ | ------------------------------------------------- |
| ABS    | Copa América                                             | Edición 2020 | Torneo cancelado. Pospuesto para la gestión 2021. |
| ABS    | Clasificación de Conmebol para la Copa Mundial de Fútbol | Catar 2022   | En juego                                          |
| Sub-23 | Torneo Preolímpico Sub-23                                | Edición 2020 | Argentina                                         |

### Femenino

#### Torneos oficiales
| Nivel  | Torneo                       | Campeonato   | Campeones                                         |
| ------ | ---------------------------- | ------------ | ------------------------------------------------- |
| Sub-20 | Sudamericano Femenino Sub-20 | Edición 2020 | En juego                                          |
| Sub-17 | Sudamericano Femenino Sub-17 | Edición 2020 | Torneo cancelado. Pospuesto para la gestión 2021. |

## Participantes Torneos locales Masculinos

### Primera División-División Profesional del Fútbol Boliviano (Copa TIGO)
| Club                                 | Entrenador            | Ciudad                          | Estadio                                 | Capacidad     | Marca                     | Patrocinador                      |
| ------------------------------------ | --------------------- | ------------------------------- | --------------------------------------- | ------------- | ------------------------- | --------------------------------- |
| Always Ready                         | Omar Asad             | El Alto                         | Municipal de El Alto                    | 25 000        | CAR Store                 | Bandera de Bolivia                |
| Atlético Palmaflor                   | Xavier Azkargorta     | Quillacollo                     | Municipal de Quillacollo Félix Capriles | 5 000 32 000  | Oxígeno Wear              | Gobierno Municipal de Quillacollo |
| Aurora                               | Humberto Viviani      | Cochabamba                      | Félix Capriles                          | 32 000        | Boutique Celeste          | Cerveza Burguesa                  |
| Blooming                             | Miguel Ponce          | Santa Cruz de la Sierra         | Ramón Aguilera Costas                   | 38 500        | Blooming Oficial          | Bandera de Bolivia                |
| Bolívar                              | José Ignacio González | Nuestra Señora de La Paz        | Hernando Siles Simón Bolívar            | 42 000 5 000  | Bandera de España         | Chevrolet                         |
| Guabirá                              | Víctor Hugo Andrada   | Montero                         | Gilberto Parada                         | 18 000        | Olive Sport               | Azúcar Guabirá Celina             |
| Jorge Wilstermann                    | Cristian Díaz         | Cochabamba                      | Félix Capriles                          | 32 000        | 4KM                       | Campero COBOCE                    |
| Nacional Potosí                      | Sebastián Nuñez       | Potosí                          | Víctor Agustín Ugarte                   | 30 000        | Willys Athletic           | Cerveza Potosina                  |
| Oriente Petrolero                    | Pablo Sánchez         | Santa Cruz de la Sierra         | Ramón Aguilera Costas                   | 38 500        | Bandera de España · Kelme | Cerabol                           |
| Real Potosí                          | Raúl Musuruana        | Potosí                          | Víctor Agustín Ugarte                   | 30 000        | Unosport                  | Cerveza Potosina                  |
| Real Santa Cruz                      | José Peña             | Santa Cruz de la Sierra         | Estadio Real Santa Cruz                 | 12 000        | Arce                      | Tierra y Techo Nueva Santa Cruz   |
| Royal Pari                           | Miguel Ángel Portugal | Santa Cruz de la Sierra Montero | Ramón Aguilera Costas                   | 38 500        | Hidra Ropa Deportiva      | Grupo Sion                        |
| San José                             | José Ferrufino        | Oruro                           | Jesús Bermúdez                          | 30 000        | Willys Athletic           | Bandera de Paraguay               |
| The Strongest                        | Alberto Illanes       | Nuestra Señora de La Paz        | Hernando Siles Rafael Mendoza           | 42 000 10 000 | Bandera de Ecuador        | Aceros Arequipa                   |
| Actualizado el 21 de febrero de 2020 |                       |                                 |                                         |               |                           |                                   |
|                                      |                       |                                 |                                         |               |                           |                                   |

### Segunda División -Copa Simón Bolívar 2020
| Club                                                         | Entrenador         | Ciudad                  | Estadio                      | Capacidad   | Patrocinador                       |
| ------------------------------------------------------------ | ------------------ | ----------------------- | ---------------------------- | ----------- | ---------------------------------- |
| Club Independiente Petrolero                                 | Marcelo Robledo    | Sucre                   | Olímpico Patria              | 30 000      | Universidad Domingo Savio          |
| Academia Deportiva Fancesa                                   | Jhonny Serrudo     | Sucre                   | Olímpico Patria              | 30 000      | Cemento Fancesa                    |
| Club Empresa Minera Huanuni                                  | Domingo Sánchez    | Huanuni                 | Manuel Flores                | 15 000      | E.M. Huanuni                       |
| Club Deportivo SUR-CAR                                       | Roberto Pérez      | Oruro                   | Jesús Bermúdez               | 32 000      | Redif                              |
| Oruro Royal Club                                             | Daniel Gómez       | Oruro                   | Jesús Bermúdez               | 32 000      | Concretos INCONCRET                |
| Club Atlético Bermejo                                        | Alexis Sánchez     | Bermejo                 | Fabián Tintilay              | 5000        | INPROCESS S.R.L.                   |
| Club Deportivo Real Tomayapo                                 | Horacio Pacheco    | Tarija                  | IV Centenario                | 20 000      | Importadora NISOL                  |
| Club Deportivo García Agreda                                 | Juan Maraude       | Tarija                  | IV Centenario                | 20 000      | Lubricantes Ipiranga               |
| Club Deportivo Ferroviario                                   | Gabriel Ramírez    | Santa Cruz de la Sierra | Edgar Peña                   | 20 000      | Universidad Nacional Ecológica     |
| Club Deportivo Torre Fuerte                                  | Claudio Chacior    | Santa Cruz de la Sierra | Municipal Villa 1.° de Mayo  | 7000        | Solvibol                           |
| Club Deportivo Kivón                                         | Sergio Ayoropa     | Trinidad                | José Lorgio Zambrano         | 3000        | AUPSTRIS S.R.L.                    |
| Libertad Gran Mamoré Fútbol Club                             | Christian Reynaldo | Trinidad                | José Lorgio Zambrano         | 3000        | ENDE del Beni                      |
| Club Vaca Díez                                               | Wilson Escalante   | Cobija                  | Roberto Jordán Cuéllar       | 24 000      | Bandera de Bolivia                 |
| Club Deportivo Mariscal Sucre                                | Armando Ibáñez     | Cobija                  | Roberto Jordán Cuéllar       | 24 000      | VTS                                |
| Club Quebracho                                               | José Sánchez       | Villa Montes            | Defensores de Villamontes    | 5000        | Gobierno Municipal de Villamontes  |
| Club Deportivo Real Monteagudo                               | Sergio Peducassé   | Monteagudo              | "Saúl Abdenur" de Monteagudo | 5000        |                                    |
| Cochabamba Fútbol Club                                       | Marcelo Claros     | Cochabamba              | Complejo Olympia             | 2000        | Comercial MÁFER Plásticos          |
| Club Municipal Tiquipaya                                     | Diomedes Peña      | Tiquipaya               | Sebastián Ramírez            | 5000        | Marmolería RigroMAR                |
| Escuela de Fútbol Enrique Happ                               | Aldo Inturias      | Entre Ríos              | Municipal de Entre Ríos      | 12 000      | Representaciones Llave             |
| Club Stormers San Lorenzo                                    | Dailer Gutiérrez   | Llallagua-Catavi        | Serafín Ferreira             | 7000        | Gobierno Municipal de Llallagua    |
| Club Asociación Municipal Deportiva de Caracollito (AMDECAR) | Luis Choque        | Soracachi - Oruro       | Gilberto Fiengo              | 0           |                                    |
| Club Deportivo Cervecería Nacional Potosí                    | Edgar Cervantes    | Potosí                  | Víctor Agustín Ugarte Potosí | 28 000 7000 | Potosina Pilsener                  |
| Club Atlético Nacional Rosario Central                       | Ronal Villafuerte  | Potosí                  | Víctor Agustín Ugarte Potosí | 28 000 7000 | MARITEX                            |
| Club Sol Radiante de Llallagua                               | Charles R. Aro Zom | Llallagua-Catavi        | Serafín Ferreira             | 7000        | Gobierno Municipal de Llallagua    |
| Club Deportivo FATIC                                         | Adrián Romero      | El Alto                 | Municipal de El Alto         | 25 000      | Terrenos San Francisco             |
| Club Deportivo Chaco Petrolero                               | Alejandro Ramos    | El Alto                 | Complejo Ciudad Satélite     | 4000        | REQUELME Indumentarias             |
| Satélite Norte Fútbol Club                                   | Juan Carlos Farah  | Warnes                  | Samuel Vaca                  | 6000        |                                    |
| Club Deportivo Blooming de Guayaramerín                      | Denis Peña         | Guayaramerín            | Aldo Bravo Monasterios       | 1000        | Gobierno Municipal de Guayaramerín |
| Club Universitario de Pando                                  | Jorge Klisman Vaca | Cobija                  | Roberto Jordán Cuéllar       | 24 000      |                                    |
| Actualizado el 31 de octubre de 2020                         |                    |                         |                              |             |                                    |

### Tercera División - Categorías Primera "A"
| Pos.        | Equipo                  | Ciudad  |
| ----------- | ----------------------- | ------- |
| 1           | Deportivo FATIC         | El Alto |
| 2           | Virgen de Chijipata     | Laja    |
| 3           | Ramiro Castillo         | El Alto |
| 4           | Unión Maestranza        | Viacha  |
| 5           | 31 de Octubre           | La Paz  |
| 7           | A.B.B.                  | La Paz  |
| 8           | E.M.I.                  | La Paz  |
|             | Universitario de La Paz | La Paz  |
|             | Chaco Petrolero         | El Alto |
| [ AFLP1 1 ] | Deportivo I.C.C         | La Paz  |
| 1.          |                         |         |

| Pos. | Equipo                 | Ciudad        |
| ---- | ---------------------- | ------------- |
| 1    | Empresa Minera Huanuni | Oruro Huanuni |
| 2    | SUR-CAR                | Oruro         |
| 3    | Oruro Royal            | Oruro         |
| 4    | Deportivo Escara       | Oruro Escara  |
| 5    | San Isidro             | Oruro         |
| 6    | San José "B"           | Oruro         |
| 7    | Deportivo Totora       | Oruro         |
| 8    | G. Villarroel          | Oruro         |
| 9    | Deportivo Kala         | Oruro         |
| 10   | Deportivo Shalón       | Oruro         |
|      | Club AFIZ              | Oruro         |
|      | Ingenieros             | Oruro         |
|      |                        |               |

| Pos. | Equipo                      | Ciudad       |
| ---- | --------------------------- | ------------ |
| 2    | Cochabamba F.C.             | Cochabamba   |
| 3    | Municipal de Tiquipaya      | Tiquipaya    |
| 4    | Arauco Prado                | Cochabamba   |
| 5    | Universitario de Cochabamba | Tiquipaya    |
| 6    | Universitario San Simón     | Cochabamba   |
| 7    | Nueva Cliza                 | Cochabamba   |
| 8    | Enrique Happ                | Villa Tunari |
| 9    | San Antonio                 | Cochabamba   |
| 10   | Ayacucho                    | Cochabamba   |
| 11   | Independiente del Trópico   | Villa Tunari |

| Pos. | Equipo                | Ciudad      |
| ---- | --------------------- | ----------- |
| 1    | Municipal Vinto       | Quillacollo |
| 12   | Deportivo Thomas Bata | Quillacollo |
| 1.   |                       |             |

| Pos. | Equipo                       | Ciudad            |
| ---- | ---------------------------- | ----------------- |
| 1    | Independiente Petrolero      | Sucre             |
| 2    | Fancesa                      | Sucre             |
| 3    | Stormers                     | Sucre             |
| 4    | Atlético Sucre               | Sucre             |
| 5    | Universitario de Sucre       | Sucre             |
| 6    | Mojocoya                     | Villa de Mojocoya |
| 7    | Nacional Sucre               | Sucre             |
| 8    | Deportivo Alemán             | Sucre             |
| 9    | Viveros                      | Sucre             |
| 10   | Estudiantes La Plata (Sucre) | Yotala            |
| 11   | Junín                        | Yotala            |
| 12   | Flamengo de Sucre            | Sucre             |
| 13   | Alianza Sur                  | Sucre             |
|      | Morro Municipal              | Sucre             |
|      | Huracán Del Valle            | Sucre             |

| Pos. | Equipo                  | Ciudad  |
| ---- | ----------------------- | ------- |
| 1    | Atlético Bermejo        | Bermejo |
| 2    | Real Tomayapo           | Tarija  |
| 3    | García Agreda           | Tarija  |
| 4    | Nacional SENAC          | Tarija  |
| 5    | Royal Obrero            | Tarija  |
| 6    | Ciclón                  | Tarija  |
| 7    | Petrolero               | Yacuiba |
| 8    | Unión Tarija            | Tarija  |
| 9    | Real Tarija             | Tarija  |
| 10   | Universitario de Tarija | Tarija  |
| 11   | 15 de Abril             | Tarija  |
| 12   | Avilés Industrial       | Tarija  |
| 13   | Técnica-Agro            | Tarija  |
|      | Real Sociedad-Tolaba    | Tarija  |
|      | Atlético Entre Rios     | Tarija  |

| Pos.     | Equipo                     | Ciudad                  |
| -------- | -------------------------- | ----------------------- |
| 1        | Stormers San Lorenzo       | Potosí Llallagua-Catavi |
| 2        | Wilstermann-Cooperativas   | Potosí                  |
| 3-S      | Real Cotagaita             | Potosí                  |
| 4-S      | INTERFI                    | Potosí                  |
| 5-(G.B)  | Deportivo Cervecería       | Potosí                  |
| 6-(G.A.) | Ferrocarril Palmeiras      | Potosí                  |
| 7-(G.B.) | Highland Players           | Potosí                  |
| 8-(G.A.) | Universitario de Potosi    | Potosí                  |
| 9-(G.A.) | Rosario Central            | Potosí                  |
|          | Felipe Hartmann            | Potosí                  |
|          | Sinchi Wayra               | Potosí                  |
|          | Deportivo Juvenil Valencia | Potosí                  |

| Pos.           | Equipo                          | Ciudad                  |
| -------------- | ------------------------------- | ----------------------- |
| [ ACF_2019 1 ] | Destroyer's                     | Santa Cruz de la Sierra |
| 2-O            | Ferroviario                     | Santa Cruz de la Sierra |
| 3-O            | Torre Fuerte                    | Santa Cruz de la Sierra |
| 4-O            | Universidad                     | Santa Cruz de la Sierra |
| 5-O            | Oriente Petrolero "B"           | Santa Cruz de la Sierra |
| 6-O            | Calleja                         | Santa Cruz de la Sierra |
| 7-O            | Argentinos Juniors (Santa Cruz) | Santa Cruz de la Sierra |
| 8-O            | Cooper                          | Santa Cruz de la Sierra |
| 9              | El Torno F.C.                   | El Torno                |
| 10             | 24 de Septiembre                | Santa Cruz de la Sierra |
| 11             | Academia F.C.                   | Santa Cruz de la Sierra |
| 12             | Real América                    | Santa Cruz de la Sierra |
|                | Florida                         | Santa Cruz de la Sierra |
| 1.             |                                 |                         |

| Pos. | Equipo                    | Ciudad               |
| ---- | ------------------------- | -------------------- |
| 1    | Deportivo Kivón           | Trinidad             |
| 2    | Universitario del Beni    | Trinidad             |
| 3    | Real Kateri               | Trinidad             |
| 4    | F.C. Libertad Gran Mamoré | Trinidad             |
| 5    | Atlético del Beni         | Trinidad             |
| 6    | Atlético Arsenal          | Trinidad             |
| 7    | Atlético Nacional Marino  | Trinidad             |
| 8    | Gran Beni                 | Trinidad             |
| 9    | San Lorenzo del Beni      | Trinidad             |
| 10   | Deportivo Tiluchi         | Trinidad             |
| 11   | Alianza F.C.              | Trinidad             |
| 12   | Amazónico F.C.            | Trinidad             |
| 13   | F.C. Gran Moxos           | Trinidad             |
| 14   | Villa Real Sociedad       | Trinidad             |
| 15   | Atlético 31 de Julio      | Trinidad             |
|      | F.C. Movimas 26 de Julio  | Santa Ana del Yacuma |

| Pos. | Equipo                 | Ciudad |
| ---- | ---------------------- | ------ |
| 1    | Gatty Ribeiro          | Cobija |
| 2    | Mariscal Sucre         | Cobija |
| 3    | Universitario de Pando | Cobija |
| 4    | Real Mapajo            | Cobija |
| 5    | RONBOL                 | Cobija |
| 6    | Vaca Díez              | Cobija |
| 7    | Moto Club              | Cobija |
| 8    | Unión Club Cobija      | Cobija |
|      | Real Vaca Diez         | Cobija |
|      | Astros de Pando        | Cobija |

| \| Equipo \| Municipio \| Provincia \| Departamento \| \| ------------------------ \| ------------ \| ----------------- \| ------------ \| \| Municipal Achocalla \| Achocalla \| Murillo \| La Paz \| \| Quebracho \| Villa Montes \| Gran Chaco \| Tarija \| \| Real Monteagudo \| Monteagudo \| Hernando Siles \| Chuquisaca \| \| AMDECAR \| Soracachi \| Cercado \| Oruro \| \| Sol Radiante \| Llallagua \| Rafael Bustillo \| Potosí \| \| Satélite Norte F.C. \| Warnes \| Ignacio Warnes \| Santa Cruz \| \| Blooming de Guayaramerín \| Guayaramerín \| Antonio Vaca Díez \| Beni \| |              |                   |              |
| Equipo | Municipio    | Provincia         | Departamento |
| Municipal Achocalla | Achocalla    | Murillo           | La Paz       |
| Quebracho | Villa Montes | Gran Chaco        | Tarija       |
| Real Monteagudo | Monteagudo   | Hernando Siles    | Chuquisaca   |
| AMDECAR | Soracachi    | Cercado           | Oruro        |
| Sol Radiante | Llallagua    | Rafael Bustillo   | Potosí       |
| Satélite Norte F.C. | Warnes       | Ignacio Warnes    | Santa Cruz   |
| Blooming de Guayaramerín | Guayaramerín | Antonio Vaca Díez | Beni         |

Leyenda
- El equipo ganó el derecho de jugar por la segunda división: la Copa Simón Bolivar 2020, previo al inicio de la temporada 2020.
- El equipo ganó el derecho de jugar por la Copa Simón Bolivar 2020, durante la temporada 2020.

## Torneos Nacionales Masculinos

### Primera División
|                                        | 1.  | Always Ready       | 26 | 16 | 3 | 7  | 59 | 29 | +30 | 51 | Fase de grupos de la Copa Libertadores |
|                                        | 2.  | The Strongest      | 26 | 16 | 2 | 8  | 65 | 35 | +30 | 50 | Fase de grupos de la Copa Libertadores |
|                                        | 3.  | Bolívar            | 26 | 15 | 4 | 7  | 60 | 29 | +31 | 49 | Fase 2 de la Copa Libertadores         |
|                                        | 4.  | Royal Pari         | 26 | 14 | 4 | 8  | 42 | 34 | +8  | 46 | Fase 1 de la Copa Libertadores         |
|                                        | 5.  | Jorge Wilstermann  | 26 | 12 | 6 | 8  | 36 | 28 | +8  | 42 | Fase 1 de la Copa Sudamericana         |
|                                        | 6.  | Guabirá            | 26 | 13 | 3 | 10 | 43 | 43 | 0   | 42 | Fase 1 de la Copa Sudamericana         |
|                                        | 7.  | Nacional Potosí    | 26 | 11 | 6 | 9  | 34 | 35 | −1  | 39 | Fase 1 de la Copa Sudamericana         |
|                                        | 8.  | Atlético Palmaflor | 26 | 11 | 5 | 10 | 29 | 30 | −1  | 38 | Fase 1 de la Copa Sudamericana         |
|                                        | 9.  | Blooming           | 26 | 12 | 2 | 12 | 38 | 43 | −5  | 38 |                                        |
|                                        | 10. | Oriente Petrolero  | 26 | 9  | 3 | 14 | 37 | 51 | −14 | 30 |                                        |
|                                        | 11. | Aurora             | 26 | 6  | 5 | 15 | 26 | 37 | −11 | 23 |                                        |
|                                        | 12. | Real Potosí        | 26 | 6  | 5 | 15 | 35 | 59 | −24 | 23 |                                        |
|                                        | 13. | San José           | 26 | 6  | 5 | 15 | 27 | 52 | −25 | 23 |                                        |
|                                        | 14. | Real Santa Cruz    | 26 | 6  | 5 | 15 | 36 | 62 | −26 | 23 |                                        |
| Actualizado el 31 de diciembre de 2020 |     |                    |    |    |   |    |    |    |     |    |                                        |

| Copa Tigo 2020                                                                                  |
|                                                                                                 |
| Always Ready Campeón Torneo Apertura 2020 1.er título División Profesional del Fútbol Boliviano |
| 3.er título de la Primera División                                                              |

### Copa Simón Bolívar

#### Fase de grupos
| Pos. | Equipo                   | Pts. | PJ | PG | PE | PP | GF | GC | DG |
| ---- | ------------------------ | ---- | -- | -- | -- | -- | -- | -- | -- |
| 1.°  | Libertad F.C.            | 8    | 4  | 2  | 2  | 0  | 8  | 4  | +4 |
| 2.°  | Deportivo Kivón          | 5    | 4  | 1  | 2  | 1  | 3  | 4  | −1 |
| 3.°  | Blooming de Guayaramerín | 2    | 4  | 0  | 2  | 2  | 6  | 9  | −3 |

| Pos. | Equipo                  | Pts. | PJ | PG | PE | PP | GF | GC | DG  |
| ---- | ----------------------- | ---- | -- | -- | -- | -- | -- | -- | --- |
| 1.°  | Independiente Petrolero | 9    | 4  | 3  | 0  | 1  | 16 | 5  | +11 |
| 2.°  | Fancesa                 | 9    | 4  | 3  | 0  | 1  | 14 | 6  | +8  |
| 3.°  | Real Monteagudo         | 0    | 4  | 0  | 0  | 4  | 1  | 20 | −19 |

| Pos. | Equipo              | Pts. | PJ | PG | PE | PP | GF | GC | DG |
| ---- | ------------------- | ---- | -- | -- | -- | -- | -- | -- | -- |
| 1.°  | Cochabamba F. C.    | 8    | 4  | 2  | 2  | 0  | 8  | 6  | +2 |
| 2.°  | Municipal Tiquipaya | 4    | 4  | 0  | 4  | 0  | 3  | 3  | 0  |
| 3.°  | Enrique Happ        | 2    | 4  | 0  | 2  | 2  | 5  | 7  | −2 |

| Pos. | Equipo          | Pts. | PJ | PG | PE | PP | GF | GC | DG |
| ---- | --------------- | ---- | -- | -- | -- | -- | -- | -- | -- |
| 1.°  | Deportivo FATIC | 4    | 2  | 1  | 1  | 0  | 2  | 1  | +1 |
| 2.°  | Chaco Petrolero | 1    | 2  | 0  | 1  | 1  | 1  | 2  | −1 |

| Pos. | Equipo                 | Pts. | PJ | PG | PE | PP | GF | GC | DG  |
| ---- | ---------------------- | ---- | -- | -- | -- | -- | -- | -- | --- |
| 1.°  | Oruro Royal            | 5    | 3  | 1  | 2  | 0  | 10 | 3  | +7  |
| 2.°  | Empresa Minera Huanuni | 5    | 3  | 1  | 2  | 0  | 8  | 4  | +4  |
| 3.°  | SUR-CAR                | 5    | 3  | 1  | 2  | 0  | 6  | 3  | +3  |
| 4.°  | AMDECAR                | 0    | 3  | 0  | 0  | 3  | 2  | 16 | −14 |

| Pos. | Equipo                 | Pts. | PJ | PG | PE | PP | GF | GC | DG |
| ---- | ---------------------- | ---- | -- | -- | -- | -- | -- | -- | -- |
| 1.°  | Vaca Díez              | 10   | 4  | 3  | 1  | 0  | 5  | 1  | +4 |
| 2.°  | Mariscal Sucre         | 6    | 4  | 2  | 0  | 2  | 7  | 5  | +2 |
| 3.°  | Universitario de Pando | 1    | 4  | 0  | 1  | 3  | 2  | 8  | −6 |

| Pos. | Equipo               | Pts. | PJ | PG | PE | PP | GF | GC | DG  |
| ---- | -------------------- | ---- | -- | -- | -- | -- | -- | -- | --- |
| 1.°  | Stormers San Lorenzo | 6    | 3  | 2  | 0  | 1  | 11 | 7  | +4  |
| 2.°  | Rosario Central      | 6    | 3  | 2  | 0  | 1  | 7  | 3  | +4  |
| 3.°  | Sol Radiante         | 6    | 3  | 2  | 0  | 1  | 7  | 4  | +3  |
| 4.°  | Deportivo Cervecería | 0    | 3  | 0  | 0  | 3  | 3  | 14 | −11 |

| Pos. | Equipo               | Pts. | PJ | PG | PE | PP | GF | GC | DG |
| ---- | -------------------- | ---- | -- | -- | -- | -- | -- | -- | -- |
| 1.°  | Torre Fuerte         | 8    | 4  | 2  | 2  | 0  | 8  | 6  | +2 |
| 2.°  | Satélite Norte F. C. | 4    | 4  | 1  | 1  | 2  | 8  | 7  | +1 |
| 3.°  | Ferroviario          | 4    | 4  | 1  | 1  | 2  | 4  | 7  | −3 |

| Pos. | Equipo           | Pts. | PJ | PG | PE | PP | GF | GC | DG  |
| ---- | ---------------- | ---- | -- | -- | -- | -- | -- | -- | --- |
| 1.°  | Real Tomayapo    | 11   | 6  | 3  | 2  | 1  | 9  | 3  | +6  |
| 2.°  | Quebracho        | 10   | 6  | 3  | 1  | 2  | 10 | 5  | +5  |
| 3.°  | García Agreda    | 9    | 6  | 2  | 3  | 1  | 8  | 6  | +2  |
| 4.°  | Atlético Bermejo | 3    | 6  | 1  | 0  | 5  | 7  | 20 | −13 |

#### Segunda Fase
| Fechas               | Condición          | Local en la ida        | Global    | Local en la vuelta      | Condición          | Ida | Vuelta |
| -------------------- | ------------------ | ---------------------- | --------- | ----------------------- | ------------------ | --- | ------ |
| 25 y 29 de noviembre | 2.° F (Pando)      | Mariscal Sucre         | 2:4 (2:4) | Vaca Díez               | 1.° F (Pando)      | 2:1 | 0:3    |
| 25 y 28 de noviembre | 2.° C (Cochabamba) | Municipal Tiquipaya    | 3:5       | Deportivo FATIC         | 1.° D (La Paz)     | 2:3 | 1:2    |
| 25 y 28 de noviembre | 2.° D (La Paz)     | Chaco Petrolero        | 2:3 (4:2) | Cochabamba F. C.        | 1.° C (Cochabamba) | 2:0 | 0:3    |
| 25 y 28 de noviembre | 2.º G (Potosí)     | Rosario Central        | 1:1 (1:3) | Oruro Royal             | 1.º E (Oruro)      | 1:1 | 0:0    |
| 25 y 28 de noviembre | 2.° E (Oruro)      | Empresa Minera Huanuni | 5:7 (3:2) | Stormers San Lorenzo    | 1.° G (Potosí)     | 3:1 | 2:6    |
| 25 y 28 de noviembre | 2.° A (Beni)       | Deportivo Kivón        | 3:8       | Torre Fuerte            | 1.° H (Santa Cruz) | 2:7 | 1:1    |
| 25 y 29 de noviembre | 2.° H (Santa Cruz) | Satélite Norte F. C.   | 2:5       | Libertad F. C.          | 1.° A (Beni)       | 1:1 | 1:4    |
| 25 y 29 de noviembre | 2.° I (Tarija)     | Quebracho              | 4:5 (4:5) | Independiente Petrolero | 1.° B (Chuquisaca) | 3:2 | 1:3    |
| 25 y 28 de noviembre | 2.° B (Chuquisaca) | Fancesa                | 4:4 (2:4) | Real Tomayapo           | 1.° I (Tarija)     | 3:1 | 1:3    |

#### Tercera fase
| Fechas             | Local en la ida        | Global    | Local en la vuelta      | Ida | Vuelta |
| ------------------ | ---------------------- | --------- | ----------------------- | --- | ------ |
| 2 y 5 de diciembre | Empresa Minera Huanuni | 2:6 (1:4) | Real Tomayapo           | 2:1 | 0:5    |
| 2 y 5 de diciembre | Chaco Petrolero        | 0:7       | Independiente Petrolero | 0:2 | 0:5    |
| 2 y 5 de diciembre | Fancesa                | 4:2       | Deportivo FATIC         | 2:1 | 2:1    |
| 2 y 5 de diciembre | Oruro Royal            | 4:6       | Vaca Díez               | 2:4 | 2:2    |
| 2 y 5 de diciembre | Torre Fuerte           | 1:0 (4:5) | Libertad F. C.          | 1:3 | 2:3    |
| 2 y 5 de diciembre | Cochabamba F. C.       | 2:2 (5:4) | Stormers San Lorenzo    | 1:1 | 1:1    |

#### Llaves eliminatorias
|  | Cuartos de final             | Cuartos de final             | Cuartos de final             | Cuartos de final             |   |           | Semifinales                   | Semifinales                   | Semifinales                   | Semifinales                   |  |                    | Final                        | Final                        | Final                        | Final                        |  |
|  | 9 al 13 de diciembre de 2020 | 9 al 13 de diciembre de 2020 | 9 al 13 de diciembre de 2020 | 9 al 13 de diciembre de 2020 |   |           | 16 al 20 de diciembre de 2020 | 16 al 20 de diciembre de 2020 | 16 al 20 de diciembre de 2020 | 16 al 20 de diciembre de 2020 |  |                    | 23 y 26 de diciembre de 2020 | 23 y 26 de diciembre de 2020 | 23 y 26 de diciembre de 2020 | 23 y 26 de diciembre de 2020 |  |
|  |                              |                              |                              |                              |   |           |                               |                               |                               |                               |  |                    |                              |                              |                              |                              |  |
|  |                              |                              |                              |                              |   |           |                               |                               |                               |                               |  |                    |                              |                              |                              |                              |  |
|  | Torre Fuerte                 | 1                            | 2                            | 3                            |   |           |                               |                               |                               |                               |  |                    |                              |                              |                              |                              |  |
|  | Torre Fuerte                 | 1                            | 2                            | 3                            |   |           |                               |                               |                               |                               |  |                    |                              |                              |                              |                              |  |
|  | Fancesa                      | 1                            | 4                            | 5                            |   |           |                               |                               |                               |                               |  |                    |                              |                              |                              |                              |  |
|  | Fancesa                      | 1                            | 4                            | 5                            |   | Fancesa   | 3                             | 1                             | 4 (4)                         |                               |  |                    |                              |                              |                              |                              |  |
|  |                              |                              |                              |                              |   | Fancesa   | 3                             | 1                             | 4 (4)                         |                               |  |                    |                              |                              |                              |                              |  |
|  |                              |                              | Real Tomayapo (p.)           | 1                            | 2 | 3 (5)     |                               |                               |                               |                               |  |                    |                              |                              |                              |                              |  |
|  | Cochabamba F. C.             | 1                            | Real Tomayapo (p.)           | 1                            | 2 | 3 (5)     | 0                             | 1                             |                               |                               |  |                    |                              |                              |                              |                              |  |
|  | Cochabamba F. C.             | 1                            |                              |                              |   |           |                               |                               |                               |                               |  |                    |                              |                              |                              |                              |  |
|  | Real Tomayapo                | 1                            | 1                            | 2                            |   |           |                               |                               |                               |                               |  |                    |                              |                              |                              |                              |  |
|  | Real Tomayapo                | 1                            | 1                            | 2                            |   |           |                               |                               |                               |                               |  | Real Tomayapo (p.) | 1                            | 1                            | 2 (4)                        |                              |  |
|  |                              |                              |                              |                              |   |           |                               |                               |                               |                               |  | Real Tomayapo (p.) | 1                            | 1                            | 2 (4)                        |                              |  |
|  |                              |                              | Independiente Petrolero      | 3                            | 0 | 3 (3)     |                               |                               |                               |                               |  |                    |                              |                              |                              |                              |  |
|  | Libertad F. C.               | 0                            | Independiente Petrolero      | 3                            | 0 | 3 (3)     | 0                             | 0                             |                               |                               |  |                    |                              |                              |                              |                              |  |
|  | Libertad F. C.               | 0                            |                              |                              |   |           |                               |                               |                               |                               |  |                    |                              |                              |                              |                              |  |
|  | Vaca Díez                    | 1                            | 2                            | 3                            |   |           |                               |                               |                               |                               |  |                    |                              |                              |                              |                              |  |
|  | Vaca Díez                    | 1                            | 2                            | 3                            |   | Vaca Díez | 1                             | 1                             | 2                             |                               |  |                    |                              |                              |                              |                              |  |
|  |                              |                              |                              |                              |   | Vaca Díez | 1                             | 1                             | 2                             |                               |  |                    |                              |                              |                              |                              |  |
|  |                              |                              | Independiente Petrolero      | 2                            | 3 | 5         |                               |                               |                               |                               |  |                    |                              |                              |                              |                              |  |
|  | Empresa Minera Huanuni       | 0                            | Independiente Petrolero      | 2                            | 3 | 5         | 0                             | 0                             |                               |                               |  |                    |                              |                              |                              |                              |  |
|  | Empresa Minera Huanuni       | 0                            |                              |                              |   |           |                               |                               |                               |                               |  |                    |                              |                              |                              |                              |  |
|  | Independiente Petrolero      | 0                            | 1                            | 1                            |   |           |                               |                               |                               |                               |  |                    |                              |                              |                              |                              |  |
|  | Independiente Petrolero      | 0                            | 1                            | 1                            |   |           |                               |                               |                               |                               |  |                    |                              |                              |                              |                              |  |
|  |                              |                              |                              |                              |   |           |                               |                               |                               |                               |  |                    |                              |                              |                              |                              |  |

| Copa Simón Bolívar 2020                      |
|                                              |
| Real Tomayapo 1.er título Copa Simón Bolívar |
| 1.° título de Segunda División               |

## Torneos locales Masculinos

### Tercera División - Torneos Departamentales de Primera "A"

#### La Paz (AFLP) -Torneo Primera "A" 2020
| Pos. | Equipo                  | Pts. | PJ | PG | PE | PP | GF | GV | Dif. |
| ---- | ----------------------- | ---- | -- | -- | -- | -- | -- | -- | ---- |
| 1    | Deportivo FATIC         | 13   | 5  | 4  | 1  | 0  | 31 | 1  | + 30 |
| 2    | Chaco Petrolero         | 13   | 5  | 4  | 1  | 0  | 13 | 3  | + 10 |
| 3    | Unión Maestranza        | 11   | 5  | 3  | 2  | 0  | 8  | 2  | + 6  |
| 4    | Virgen de Chijipata     | 10   | 5  | 3  | 1  | 1  | 16 | 8  | + 8  |
| 5    | A.B.B.                  | 10   | 5  | 3  | 1  | 1  | 13 | 5  | + 8  |
| 6    | Universitario de La Paz | 4    | 5  | 1  | 1  | 3  | 5  | 11 | - 6  |
| 7    | E.M.I.                  | 4    | 5  | 1  | 1  | 3  | 6  | 13 | - 7  |
| 8    | 31 de Octubre           | 3    | 5  | 1  | 0  | 4  | 5  | 20 | - 15 |
| 9    | Deportivo I.C.C.        | 3    | 5  | 1  | 0  | 4  | 4  | 20 | - 16 |
| 10   | Ramiro Castillo         | 0    | 5  | 0  | 0  | 5  | 4  | 22 | - 18 |

|  | Campeón del torneo. Clasifica a la Copa Simón Bolívar 2020.                             |
|  | Subcampeón del torneo. Clasifica a la Copa Simón Bolívar 2020.                          |
|  | En zona de clasificación a la Copa Simón Bolívar 2020.                                  |
|  | En zona de jugar partidos por el descenso indirecto contra un equipo de la Primera "B". |
|  | En zona de irse al descenso directo a la categoría Primera "B".                         |

|     | ABB | CHA   | DFA   | ICC    | EMI   | RCA   | ULP   | UMA   | VCH   |
| --- | --- | ----- | ----- | ------ | ----- | ----- | ----- | ----- | ----- |
| 31O |     | 0 - 5 | 0 - 6 | 1 - 2  | Susp. | Susp. | 4 - 2 | Susp. | 0 - 5 |
| ABB |     | Susp. | Susp. | 3 - 1  | 5 - 1 | 4 - 0 | 0 - 0 | 1 - 3 | Susp. |
| CHA |     |       | 0 - 0 | 2 - 1  | Susp. | 2 - 1 | 4 - 1 | Susp. | Susp. |
| DFA |     |       |       | 11 - 0 | 8 - 0 | Susp. | Susp. | Susp. | 6 - 1 |
| ICC |     |       |       |        | Susp. | Susp. | Susp. | 0 - 1 | Susp. |
| EMI |     |       |       |        |       | 5 - 1 | 0 - 1 | 0 - 0 | Susp. |
| RCA |     |       |       |        |       |       | Susp. | 1 - 4 | 1 - 7 |
| ULP |     |       |       |        |       |       |       | Susp. | 1 - 3 |
| UMA |     |       |       |        |       |       |       |       | 0 - 0 |

| Deportivo FATIC                            |
| Campeón del Torneo AFLP - Primera "A" 2020 |
| 2.do título de la AFLP - Primera "A" 2020  |

##### Partido por el ascenso indirecto
Partido cancelado tras la suspensión del torneo 2020 de la AFLP, y por consiguiente, de los descensos.

#### Oruro (AFO) -Torneo Primera "A" 2020
| Bandera de ?                        |
| Campeón desierto - Torneo cancelado |

#### Cochabamba (AFC) -Torneo Clausura - Primera "A" 2019/20

##### Primera Fase
| Pos. | Equipo                               | Pts. | PJ | PG | PE | PP | GF | GV | Dif. |
| ---- | ------------------------------------ | ---- | -- | -- | -- | -- | -- | -- | ---- |
| 1    | Municipal Vinto (Atlético Palmaflor) | 27   | 11 | 9  | 0  | 2  | 24 | 5  | + 19 |
| 2    | Cochabamba F.C.                      | 25   | 11 | 8  | 1  | 2  | 24 | 9  | + 15 |
| 3    | Municipal de Tiquipaya               | 20   | 11 | 6  | 2  | 3  | 15 | 8  | + 7  |
| 4    | Arauco Prado                         | 18   | 11 | 5  | 3  | 3  | 17 | 12 | + 5  |
| 5    | Universitario de Cochabamba          | 16   | 11 | 4  | 4  | 3  | 20 | 11 | + 9  |
| 6    | Universitario San Simón              | 16   | 11 | 5  | 1  | 5  | 14 | 17 | - 3  |
| 7    | Nueva Cliza                          | 15   | 11 | 4  | 3  | 4  | 10 | 2  | + 2  |
| 8    | Enrique Happ                         | 15   | 11 | 4  | 3  | 4  | 10 | 11 | - 1  |
| 9    | Ayacucho                             | 13   | 11 | 3  | 4  | 4  | 14 | 17 | - 3  |
| 10   | San Antonio                          | 9    | 11 | 2  | 3  | 6  | 9  | 15 | - 6  |
| 11   | Independiente del Trópico            | 8    | 11 | 2  | 2  | 7  | 7  | 17 | - 10 |
| 12   | Deportivo Thomas Bata                | 3    | 11 | 1  | 0  | 10 | 9  | 43 | - 34 |

|  | Clasifica a la siguiente fase.                             |
|  | Clasificatoria a la liguilla de descenso a la Primera "B". |

|     | BAT   | NCL   | UMS      | TIQ      | ARP      | UNI      | SAN      | IND      | VIN      | CFC       | AYA       |
| --- | ----- | ----- | -------- | -------- | -------- | -------- | -------- | -------- | -------- | --------- | --------- |
| EHA | 2 - 1 | 0 - 0 | 0 - 1    | 2 - 1    | 0 - 2    | 2 - 2    | 0 - 0    | 1 - 0    | 0 - 3    | 0 - 1     | 3 - 0     |
| BAT |       | 0 - 5 | {{{17}}} | {{{18}}} | {{{19}}} | 1 - 7    | {{{21}}} | {{{22}}} | 0 - 6    | 0 - 5     | {{{25}}}  |
| NCL |       |       | 0 - 1    | {{{30}}} | {{{31}}} | {{{32}}} | 0 - 0    | 1 - 0    | {{{35}}} | {{{36}}}  | {{{37}}}  |
| UMS |       |       |          | {{{42}}} | {{{43}}} | 1 - 1    | {{{45}}} | 1 - 0    | 0 - 2    | {{{48}}}  | 1 - 2     |
| TIQ |       |       |          |          | 1 - 1    | 0 - 1    | {{{57}}} | {{{58}}} | 1 - 0    | 2 - 2     | {{{61}}}  |
| ARP |       |       |          |          |          | 2 - 1    | {{{69}}} | {{{70}}} | {{{71}}} | 3 - 1     | {{{73}}}  |
| UNI |       |       |          |          |          |          | {{{81}}} | {{{82}}} | {{{83}}} | {{{84}}}  | {{{85}}}  |
| SAN |       |       |          |          |          |          |          | {{{94}}} | 0 - 1    | {{{96}}}  | 1 - 1     |
| IND |       |       |          |          |          |          |          |          | 1 - 3    | {{{108}}} | 1 - 1     |
| VIN |       |       |          |          |          |          |          |          |          | {{{120}}} | {{{121}}} |
| CFC |       |       |          |          |          |          |          |          |          |           | {{{133}}} |

##### Segunda Fase
* Grupo A
| Pos. | Equipo                               | Pts. | PJ | PG | PE | PP | GF | GV | Dif. |
| ---- | ------------------------------------ | ---- | -- | -- | -- | -- | -- | -- | ---- |
| 1    | Municipal de Tiquipaya               | 13   | 6  | 4  | 1  | 1  | 13 | 8  | + 5  |
| 2    | Universitario de Cochabamba          | 8    | 6  | 2  | 2  | 2  | 8  | 6  | + 2  |
| 3    | Municipal Vinto (Atlético Palmaflor) | 7    | 5  | 2  | 1  | 3  | 10 | 16 | - 6  |
| 4    | Nueva Cliza                          | 5    | 6  | 1  | 2  | 3  | 5  | 6  | - 1  |

|  | Clasifica a semifinales. |

|     | VIN   | TIQ   | NCL   | UNI      |
| --- | ----- | ----- | ----- | -------- |
| VIN |       | 3 - 2 | 1 - 0 | 0 - 3W-O |
| TIQ | 6 - 3 |       | 1 - 0 | 2 - 1    |
| NCL | 3 - 1 | 1 - 1 |       | 1 - 1    |
| UNI | 2 - 2 | 0 - 1 | 1 - 0 |          |

* Grupo B
| Pos. | Equipo                  | Pts. | PJ | PG | PE | PP | GF | GV | Dif. |
| ---- | ----------------------- | ---- | -- | -- | -- | -- | -- | -- | ---- |
| 1    | Cochabamba F.C.         | 14   | 6  | 4  | 2  | 0  | 14 | 5  | + 9  |
| 2    | Enrique Happ            | 11   | 6  | 3  | 2  | 1  | 18 | 11 | + 7  |
| 3    | Arauco Prado            | 8    | 6  | 2  | 2  | 2  | 14 | 14 | 0    |
| 4    | Universitario San Simón | 0    | 6  | 0  | 0  | 6  | 4  | 20 | - 16 |

|  | Clasifica a semifinales. |

|     | CFC   | ARP   | EHA   | UMS               |
| --- | ----- | ----- | ----- | ----------------- |
| CFC |       | 3 - 1 | 0 - 0 | 1 - 2 → 3 - 0Imp. |
| ARP | 2 - 2 |       | 3 - 4 | 2 - 0             |
| EHA | 2 - 3 | 3 - 3 |       | 2 - 0             |
| UMS | 0 - 3 | 2 - 3 | 2 - 7 |                   |

##### Semifinales y final
|  | Semifinales                        | Semifinales                        | Semifinales                        | Semifinales                        |       |                        | Final              | Final              |  |
|  | 29 de febrero y 4 de marzo de 2020 | 29 de febrero y 4 de marzo de 2020 | 29 de febrero y 4 de marzo de 2020 | 29 de febrero y 4 de marzo de 2020 |       |                        | 8 de marzo de 2020 | 8 de marzo de 2020 |  |
|  |                                    |                                    |                                    |                                    |       |                        |                    |                    |  |
|  |                                    |                                    |                                    |                                    |       |                        |                    |                    |  |
|  | Municipal de Tiquipaya             | 1                                  | 3                                  | 4                                  |       |                        |                    |                    |  |
|  | Municipal de Tiquipaya             | 1                                  | 3                                  | 4                                  |       |                        |                    |                    |  |
|  | Enrique Happ                       | 1                                  | 2                                  | 3                                  |       |                        |                    |                    |  |
|  | Enrique Happ                       | 1                                  | 2                                  | 3                                  |       | Municipal de Tiquipaya | 1                  |                    |  |
|  |                                    |                                    |                                    |                                    |       | Municipal de Tiquipaya | 1                  |                    |  |
|  |                                    |                                    | Cochabamba FC                      | 2                                  |       |                        |                    |                    |  |
|  | Cochabamba FC                      | 2                                  | Cochabamba FC                      | 2                                  | 1 (4) | 3 (4)                  |                    |                    |  |
|  | Cochabamba FC                      | 2                                  |                                    |                                    | 1 (4) | 3 (4)                  |                    |                    |  |
|  | Universitario de Cochabamba        | 0                                  | 2 (1)                              | 2 (1)                              |       |                        |                    |                    |  |
|  | Universitario de Cochabamba        | 0                                  | 2 (1)                              | 2 (1)                              |       |                        |                    |                    |  |
|  |                                    |                                    |                                    |                                    |       |                        |                    |                    |  |

##### Partido por el tercer lugar
| Fecha              | Recinto                     | Perdedor Semifinal 1 | Partido único | Perdedor Semifinal 2        |
| ------------------ | --------------------------- | -------------------- | ------------- | --------------------------- |
| 8 de marzo de 2020 | Ecológico Sebastián Pagador | Enrique Happ         | 3 - 2         | Universitario de Cochabamba |

##### Partido por el campeonato
| Fecha              | Recinto                     | Ganador Semifinal 1    | Partido único | Ganador Semifinal 2 |
| ------------------ | --------------------------- | ---------------------- | ------------- | ------------------- |
| 8 de marzo de 2020 | Ecológico Sebastián Pagador | Municipal de Tiquipaya | 1 - 2         | Cochabamba FC       |

| Cochabamba F.C.                                       |
| Campeón del Torneo AFC Primera "A" - Clausura 2019/20 |
| 1.er título de la AFC - Primera "A"                   |

##### Liguilla de Descenso
| | Equipo                    | PTS | PJ | PG | PE | PP | GF | GC | DG  |
| --- | ------------------------- | --- | -- | -- | -- | -- | -- | -- | --- |
| 9. | San Antonio               | 10  | 6  | 3  | 1  | 2  | 11 | 9  | + 2 |
| 10. | Ayacucho                  | 8   | 6  | 2  | 2  | 2  | 15 | 10 | + 5 |
| 11. | Independiente del Trópico | 8   | 6  | 2  | 2  | 2  | 10 | 11 | - 1 |
| 12. | Deportivo Thomas Bata     | 7   | 6  | 2  | 1  | 3  | 8  | 14 | - 6 |
| Actualizado el 28 de enero de 2020 - Fuente: ParaelFutbol.com (enlace roto disponible en Internet Archive; véase el historial, la primera versión y la última). |                           |     |    |    |    |    |    |    |     |

|  | Se mantiene en la categoría Primera "A" para la temporada 2020. |
|  | Posible clasificado al partido de descenso indirecto a con el subcampeón de la Primera "B" para la temporada 2020. |
|  | Clasifica al partido de Descenso directo a la Primera "B" para la temporada 2020. (Si el equipo que ocupa este lugar es el Independiente del Trópico, ocurre un descenso directo automático y el penúltimo lugar corresponderá jugar el partido de ascenso indirecto con el equipo de la Primera "B") |

| Fecha      | Recinto                  | Local                     | Marcador | Visitante                 |
| ---------- | ------------------------ | ------------------------- | -------- | ------------------------- |
| 12/12/2019 | Villa Pagador            | San Antonio               | 2 - 2    | Independiente del Trópico |
| 12/12/2019 | Chulumani                | Ayacucho                  | 1 - 1    | Deportivo Thomas Bata     |
| 12/12/2019 | Chulumani                | Deportivo Thomas Bata     | 1 - 2    | Independiente del Trópico |
| 12/12/2019 | Santa Bárbara            | Ayacucho                  | 2 - 4    | San Antonio               |
| 24/01/2020 | Villa Pagador            | Independiente del Trópico | 0 - 2    | Ayacucho                  |
| 24/01/2020 | Villa Pagador            | San Antonio               | 0 - 1    | Deportivo Thomas Bata     |
| 01/02/2020 | Santa Bárbara            | Deportivo Thomas Bata     | 1 - 7    | Ayacucho                  |
| 01/02/2020 | Cancha de Villa Satélite | Independiente del Trópico | 2 - 1    | San Antonio               |
| 08/02/2020 | Santa Bárbara            | San Antonio               | 1 - 0    | Ayacucho                  |
| 08/02/2020 | Cancha de Villa Satélite | Independiente del Trópico | 1 - 2    | Deportivo Thomas Bata     |
| 15/02/2020 | Santa Bárbara            | Ayacucho                  | 3 - 3    | Independiente del Trópico |
| 15/02/2020 | Chulumani                | Deportivo Thomas Bata     | 2 - 3    | San Antonio               |

##### Partido por el descenso directo
| Fecha              | Recinto       | Último lugar del Apertura 2019 | Partido único | Último lugar del Clausura 2019/20 |
| ------------------ | ------------- | ------------------------------ | ------------- | --------------------------------- |
| 7 de marzo de 2020 | Villa Pagador | Independiente del Trópico      | 3 - 1         | Deportivo Thomas Bata             |

##### Partido por el ascenso indirecto con el equipo de Primera "B"
| Fecha       | Recinto     | Ganador Partido por el descenso directo | Partido único | Tercer lugar AFC - Primera "B" 2019/20 |
| ----------- | ----------- | --------------------------------------- | ------------- | -------------------------------------- |
| Por definir | Por definir | Independiente del Trópico               | -             | Morejón Del Sur                        |

##### Intercambio de Plazas para la temporada 2020
| Club                     | Ascendido como                                   |
| ------------------------ | ------------------------------------------------ |
| Pasión Celeste           | Campeón del torneo AFC - Primera "B" 2019/20     |
| Municipal de Colcapirhua | Subcampeón del torneo AFC - Primera "B" 2019/20. |

| Club                  | Descendido como |
| --------------------- | --- |
| Deportivo Thomas Bata | Duodécimo lugar del torneo AFC - Primera "A" Clausura 2019/20 según la liguilla del descenso y perdedor del partido del descenso directo. |

#### Chuquisaca (ACHF) -Torneo Apertura - Primera "A" 2020
| Bandera de ?                        |
| Campeón desierto - Torneo cancelado |

#### Chuquisaca (ACHF) -Torneo Clausura - Primera "A" 2020
| Bandera de ?                        |
| Campeón desierto - Torneo cancelado |

#### Tarija (ATF) -Torneo Apertura - Primera "A" 2020
| Bandera de ?                        |
| Campeón desierto - Torneo cancelado |

#### Tarija (ATF) -Torneo Clausura - Primera "A" 2020
| Bandera de ?                        |
| Campeón desierto - Torneo cancelado |

#### Potosí (AFP) -Torneo Primera "A" 2020
| Bandera de ?                        |
| Campeón desierto - Torneo cancelado |

#### Santa Cruz (ACF) -Torneo Apertura - Primera "A" 2020
| Bandera de ?                        |
| Campeón desierto - Torneo cancelado |

#### Santa Cruz (ACF) -Torneo Clausura - Primera "A" 2020
| Bandera de ?                        |
| Campeón desierto - Torneo cancelado |

#### Beni (ABF) -Torneo Primera "A" 2020
| Bandera de ?                        |
| Campeón desierto - Torneo cancelado |

#### Pando (APF) -Torneo Apertura - Primera "A" 2020/21
| Bandera de ?                        |
| Campeón desierto - Torneo cancelado |

## Otras Copas

### Copa Alianza Seguros Santa Cruz 2020

#### Fase de grupos
| Pos. | Equipo             | Pts. | PJ | PG | PE | PP | GF | GV | Dif. |
| ---- | ------------------ | ---- | -- | -- | -- | -- | -- | -- | ---- |
| 1    | Destroyer's        | 11   | 6  | 3  | 2  | 1  | 15 | 5  | + 10 |
| 2    | El Torno F.C.      | 11   | 6  | 3  | 2  | 1  | 9  | 5  | + 4  |
| 3    | Máquina Vieja F.C. | 8    | 5  | 2  | 2  | 1  | 11 | 8  | + 3  |
| 4    | Bancruz Piraí      | 7    | 5  | 2  | 1  | 2  | 11 | 11 | 0    |
| 5    | Deportivo Minero   | 7    | 5  | 2  | 1  | 2  | 9  | 11 | - 2  |
| 6    | CEI UNE            | 0    | 5  | 0  | 0  | 5  | 5  | 20 | - 15 |

| Pos. | Equipo                | Pts. | PJ | PG | PE | PP | GF | GV | Dif. |
| ---- | --------------------- | ---- | -- | -- | -- | -- | -- | -- | ---- |
| 1    | Royal Pari            | 12   | 5  | 4  | 0  | 1  | 21 | 5  | + 16 |
| 2    | Esperanza             | 12   | 5  | 4  | 0  | 1  | 12 | 6  | + 6  |
| 3    | Atlético Huracán F.C. | 9    | 5  | 3  | 0  | 2  | 11 | 10 | + 1  |
| 4    | Cruz Verde            | 5    | 5  | 1  | 2  | 2  | 6  | 12 | - 6  |
| 5    | Canarios              | 7    | 5  | 1  | 1  | 3  | 11 | 21 | - 10 |
| 6    | Sport Boys Warnes     | 1    | 5  | 0  | 1  | 4  | 10 | 17 | - 7  |

| Pos. | Equipo            | Pts. | PJ | PG | PE | PP | GF | GV | Dif. |
| ---- | ----------------- | ---- | -- | -- | -- | -- | -- | -- | ---- |
| 1    | Universidad       | 13   | 5  | 4  | 1  | 0  | 9  | 1  | + 7  |
| 2    | Real Brigida F.C. | 9    | 5  | 3  | 0  | 2  | 10 | 7  | + 3  |
| 3    | Atlético Juniors  | 8    | 5  | 2  | 2  | 1  | 9  | 6  | + 3  |
| 4    | Blooming          | 7    | 5  | 2  | 1  | 2  | 10 | 7  | +3   |
| 5    | Municipal Mairana | 3    | 5  | 1  | 1  | 3  | 6  | 9  | - 3  |
| 6    | Atlético Unido    | 0    | 5  | 0  | 0  | 5  | 5  | 18 | - 13 |

| Pos. | Equipo            | Pts. | PJ | PG | PE | PP | GF | GV | Dif. |
| ---- | ----------------- | ---- | -- | -- | -- | -- | -- | -- | ---- |
| 1    | Academia F.C.     | 15   | 5  | 5  | 0  | 0  | 16 | 6  | + 10 |
| 2    | Oriente Petrolero | 9    | 5  | 3  | 0  | 2  | 12 | 10 | + 2  |
| 3    | San Felipe        | 7    | 5  | 2  | 1  | 2  | 15 | 8  | + 7  |
| 4    | 25 de Junio       | 7    | 5  | 2  | 1  | 2  | 10 | 7  | + 3  |
| 5    | Torre Fuerte      | 5    | 5  | 1  | 2  | 2  | 5  | 7  | - 2  |
| 6    | Plataforma F.C.   | 0    | 5  | 0  | 0  | 5  | 4  | 28 | - 24 |

| Pos. | Equipo                | Pts. | PJ | PG | PE | PP | GF | GV | Dif. |
| ---- | --------------------- | ---- | -- | -- | -- | -- | -- | -- | ---- |
| 1    | Municipal Pailón      | 11   | 5  | 3  | 2  | 0  | 4  | 0  | + 4  |
| 2    | Guabirá               | 10   | 5  | 3  | 1  | 1  | 9  | 3  | + 6  |
| 3    | Nuevo Horizonte       | 7    | 5  | 2  | 1  | 2  | 5  | 5  | 0    |
| 4    | Estudiantes del Norte | 7    | 5  | 2  | 1  | 2  | 5  | 7  | - 2  |
| 5    | Oriente Petrolero "B" | 6    | 5  | 1  | 3  | 1  | 7  | 7  | 0    |
| 6    | Cooper                | 0    | 5  | 0  | 0  | 5  | 0  | 8  | - 8  |

| Grupo | Equipo                | Pts. | PJ | PG | PE | PP | GF | GV | Dif. |
| ----- | --------------------- | ---- | -- | -- | -- | -- | -- | -- | ---- |
| D     | 25 de Junio*          | 7    | 5  | 2  | 1  | 2  | 10 | 7  | + 3  |
| C     | Blooming*             | 7    | 5  | 2  | 1  | 2  | 10 | 7  | + 3  |
| A     | Bancruz Piraí         | 7    | 5  | 2  | 1  | 2  | 11 | 11 | 0    |
| E     | Estudiantes del Norte | 7    | 5  | 2  | 1  | 2  | 5  | 7  | - 2  |
| B     | Cruz Verde            | 5    | 5  | 1  | 2  | 2  | 6  | 12 | - 6  |

Nota (*): Tras el hecho de que Blooming ya tenía a un equipo suyo en la siguiente ronda: Academia F. C., avanzó 25 de Junio como el mejor cuarto a la fase de los octavos de final.

#### Fase eliminatoria
|  | Octavos de final      | Octavos de final      | Octavos de final |                  |                   | Cuartos de final  | Cuartos de final | Cuartos de final |  |                  | Semifinales      | Semifinales | Semifinales |  |         | Final   | Final | Final |  |
|  |                       |                       |                  |                  |                   |                   |                  |                  |  |                  |                  |             |             |  |         |         |       |       |  |
|  |                       |                       |                  |                  |                   |                   |                  |                  |  |                  |                  |             |             |  |         |         |       |       |  |
|  | Academia F.C.         | Academia F.C.         | 2                |                  |                   |                   |                  |                  |  |                  |                  |             |             |  |         |         |       |       |  |
|  | Academia F.C.         | Academia F.C.         | 2                |                  |                   |                   |                  |                  |  |                  |                  |             |             |  |         |         |       |       |  |
|  | Nuevo Horizonte       | Nuevo Horizonte       | 0                |                  |                   |                   |                  |                  |  |                  |                  |             |             |  |         |         |       |       |  |
|  | Nuevo Horizonte       | Nuevo Horizonte       | 0                |                  | Academia F.C.     | Academia F.C.     | 1 (5)            |                  |  |                  |                  |             |             |  |         |         |       |       |  |
|  |                       |                       |                  |                  | Academia F.C.     | Academia F.C.     | 1 (5)            |                  |  |                  |                  |             |             |  |         |         |       |       |  |
|  |                       |                       | Guabirá          | Guabirá          | 1 (6)             |                   |                  |                  |  |                  |                  |             |             |  |         |         |       |       |  |
|  | Guabirá               | Guabirá               | Guabirá          | Guabirá          | 1 (6)             | 4                 |                  |                  |  |                  |                  |             |             |  |         |         |       |       |  |
|  | Guabirá               | Guabirá               |                  |                  |                   |                   |                  |                  |  |                  |                  |             |             |  |         |         |       |       |  |
|  | Atlético Huracán F.C. | Atlético Huracán F.C. | 2                |                  |                   |                   |                  |                  |  |                  |                  |             |             |  |         |         |       |       |  |
|  | Atlético Huracán F.C. | Atlético Huracán F.C. | 2                |                  |                   |                   |                  |                  |  | Guabirá          | Guabirá          | 3           |             |  |         |         |       |       |  |
|  |                       |                       |                  |                  |                   |                   |                  |                  |  | Guabirá          | Guabirá          | 3           |             |  |         |         |       |       |  |
|  |                       |                       | El Torno F.C.    | El Torno F.C.    | 2                 |                   |                  |                  |  |                  |                  |             |             |  |         |         |       |       |  |
|  | Destroyer's           | Destroyer's           | El Torno F.C.    | El Torno F.C.    | 2                 | 3                 |                  |                  |  |                  |                  |             |             |  |         |         |       |       |  |
|  | Destroyer's           | Destroyer's           |                  |                  |                   |                   |                  |                  |  |                  |                  |             |             |  |         |         |       |       |  |
|  | Máquina Vieja F.C.    | Máquina Vieja F.C.    | 1                |                  |                   |                   |                  |                  |  |                  |                  |             |             |  |         |         |       |       |  |
|  | Máquina Vieja F.C.    | Máquina Vieja F.C.    | 1                |                  | Destroyer's       | Destroyer's       | 0                |                  |  |                  |                  |             |             |  |         |         |       |       |  |
|  |                       |                       |                  |                  | Destroyer's       | Destroyer's       | 0                |                  |  |                  |                  |             |             |  |         |         |       |       |  |
|  |                       |                       | El Torno F.C.    | El Torno F.C.    | 1                 |                   |                  |                  |  |                  |                  |             |             |  |         |         |       |       |  |
|  | El Torno F.C.         | El Torno F.C.         | El Torno F.C.    | El Torno F.C.    | 1                 | 2                 |                  |                  |  |                  |                  |             |             |  |         |         |       |       |  |
|  | El Torno F.C.         | El Torno F.C.         |                  |                  |                   |                   |                  |                  |  |                  |                  |             |             |  |         |         |       |       |  |
|  | Esperanza             | Esperanza             | 1                |                  |                   |                   |                  |                  |  |                  |                  |             |             |  |         |         |       |       |  |
|  | Esperanza             | Esperanza             | 1                |                  |                   |                   |                  |                  |  |                  |                  |             |             |  | Guabirá | Guabirá | 0 (6) |       |  |
|  |                       |                       |                  |                  |                   |                   |                  |                  |  |                  |                  |             |             |  | Guabirá | Guabirá | 0 (6) |       |  |
|  |                       |                       | San Felipe       | San Felipe       | 0 (5)             |                   |                  |                  |  |                  |                  |             |             |  |         |         |       |       |  |
|  | Royal Pari            | Royal Pari            | San Felipe       | San Felipe       | 0 (5)             | 3 (1)             |                  |                  |  |                  |                  |             |             |  |         |         |       |       |  |
|  | Royal Pari            | Royal Pari            |                  |                  |                   |                   |                  |                  |  |                  |                  |             |             |  |         |         |       |       |  |
|  | 25 de Junio           | 25 de Junio           | 3 (3)            |                  |                   |                   |                  |                  |  |                  |                  |             |             |  |         |         |       |       |  |
|  | 25 de Junio           | 25 de Junio           | 3 (3)            |                  | 25 de Junio       | 25 de Junio       | 1                |                  |  |                  |                  |             |             |  |         |         |       |       |  |
|  |                       |                       |                  |                  | 25 de Junio       | 25 de Junio       | 1                |                  |  |                  |                  |             |             |  |         |         |       |       |  |
|  |                       |                       | Municipal Pailón | Municipal Pailón | 2                 |                   |                  |                  |  |                  |                  |             |             |  |         |         |       |       |  |
|  | Municipal Pailón      | Municipal Pailón      | Municipal Pailón | Municipal Pailón | 2                 | 2                 |                  |                  |  |                  |                  |             |             |  |         |         |       |       |  |
|  | Municipal Pailón      | Municipal Pailón      |                  |                  |                   |                   |                  |                  |  |                  |                  |             |             |  |         |         |       |       |  |
|  | Oriente Petrolero     | Oriente Petrolero     | 0                |                  |                   |                   |                  |                  |  |                  |                  |             |             |  |         |         |       |       |  |
|  | Oriente Petrolero     | Oriente Petrolero     | 0                |                  |                   |                   |                  |                  |  | Municipal Pailón | Municipal Pailón | 1           |             |  |         |         |       |       |  |
|  |                       |                       |                  |                  |                   |                   |                  |                  |  | Municipal Pailón | Municipal Pailón | 1           |             |  |         |         |       |       |  |
|  |                       |                       | San Felipe       | San Felipe       | 2                 |                   |                  |                  |  |                  |                  |             |             |  |         |         |       |       |  |
|  | Real Brigida F.C.     | Real Brigida F.C.     | San Felipe       | San Felipe       | 2                 | 5                 |                  |                  |  |                  |                  |             |             |  |         |         |       |       |  |
|  | Real Brigida F.C.     | Real Brigida F.C.     |                  |                  |                   |                   |                  |                  |  |                  |                  |             |             |  |         |         |       |       |  |
|  | Atlético Juniors      | Atlético Juniors      | 2                |                  |                   |                   |                  |                  |  |                  |                  |             |             |  |         |         |       |       |  |
|  | Atlético Juniors      | Atlético Juniors      | 2                |                  | Real Brigida F.C. | Real Brigida F.C. | 1                |                  |  |                  |                  |             |             |  |         |         |       |       |  |
|  |                       |                       |                  |                  | Real Brigida F.C. | Real Brigida F.C. | 1                |                  |  |                  |                  |             |             |  |         |         |       |       |  |
|  |                       |                       | San Felipe       | San Felipe       | 2                 |                   |                  |                  |  |                  |                  |             |             |  |         |         |       |       |  |
|  | San Felipe            | San Felipe            | San Felipe       | San Felipe       | 2                 | 4                 |                  |                  |  |                  |                  |             |             |  |         |         |       |       |  |
|  | San Felipe            | San Felipe            |                  |                  |                   |                   |                  |                  |  |                  |                  |             |             |  |         |         |       |       |  |
|  | Universidad           | Universidad           | 0                |                  |                   |                   |                  |                  |  |                  |                  |             |             |  |         |         |       |       |  |
|  | Universidad           | Universidad           | 0                |                  |                   |                   |                  |                  |  |                  |                  |             |             |  |         |         |       |       |  |
|  |                       |                       |                  |                  |                   |                   |                  |                  |  |                  |                  |             |             |  |         |         |       |       |  |

|                                            |
| Guabirá Campeón de la Copa Santa Cruz 2020 |
| 1.er título de la Copa Santa Cruz          |

## Torneos internacionales masculinos

### Copa Conmebol Libertadores 2020
Los equipos que participarán en la Copa Libertadores 2020, a partir de enero de 2020, serán:
- Bolivia 1:  Bolívar, campeón del Torneo Apertura 2019.(Eliminado en la fase de grupos del Grupo B frente a  Palmeiras,  Guaraní y  Tigre. Fue transferido a la Copa Sudamericana 2020.

- Bolivia 2:  Wilstermann, campeón del Torneo Clausura 2019. (Eliminado en los Octavos de Final frente a  Libertad, 5:1

- Bolivia 3:  The Strongest, 3.º puesto de la Tabla Acumulada de los torneos Apertura y Clausura 2019. (Eliminado en la Segunda fase clasificatoria frente a  Atlético Tucumán, 2:2 (6:5, vía penales))

- Bolivia 4:  San José, 4.º puesto de la Tabla Acumulada de los torneos Apertura y Clausura 2019. (Eliminado en la Primera fase clasificatoria frente a  Guaraní,5:0)

### Copa Conmebol Sudamericana 2020
Los equipos que participarán en la Copa Sudamericana 2020, a partir de febrero de 2020, fueron:
- Bolivia 1:  Nacional Potosí, 5.º puesto de la Tabla Acumulada de los torneos Apertura y Clausura 2019. (Eliminado en la Primera fase clasificatoria frente a  Melgar, 2:2 (4:3, vía penales))

- Bolivia 2:  Blooming, 6.º puesto de la Tabla Acumulada de los torneos Apertura y Clausura 2019. (Eliminado en la Primera fase clasificatoria frente a  Emelec, 5:0)

- Bolivia 3:  Always Ready, 7.º puesto de la Tabla Acumulada de los torneos Apertura y Clausura 2019. (Eliminado en la Primera fase clasificatoria frente a  Millonarios, 2:1)

- Bolivia 4:  Oriente Petrolero, 8.º puesto de la Tabla Acumulada de los torneos Apertura y Clausura 2019. (Eliminado en la Primera fase clasificatoria frente a  Vasco da Gama, 1:0)

El equipo transferido a esta competición por parte de la Copa Libertadores fue:
- Bolivia 5:  Bolívar, tercer lugar del Grupo B de la Copa Libertadores 2020.(Eliminado en los Octavos de final frente a  Lanús, 7:4)

### Copa Libertadores Sub-20 del 2020
El equipo que participará en la Copa Libertadores Sub-20 2020, realizada en Paraguay a partir del 15 de febrero al 1 de marzo de 2020, es:
- Bolivia 1:  Wilstermann, campeón del Torneo Relámpago Sub-19 de la gestión 2019. (Eliminado en la Fase de grupos frente a  Independiente del Valle,  Libertad y  Colo-Colo.)

## Selección Absoluta Masculina

### Enfrentamientos
| Fecha                                             | Recinto                                | Rival     | Marcador | Competencia              | Goles Anotados                             |
| ------------------------------------------------- | -------------------------------------- | --------- | -------- | ------------------------ | ------------------------------------------ |
| 09/10/2020                                        | Arena São Paulo, São Paulo             | Brasil    | 5 - 0    | Eliminatorias Catar 2022 |                                            |
| 13/10/2020                                        | Estadio Hernando Siles, La Paz         | Argentina | 1 - 2    | Eliminatorias Catar 2022 | Marcelo Martins 24'                        |
| 12/11/2020                                        | Estadio Hernando Siles, La Paz         | Ecuador   | 2 - 3    | Eliminatorias Catar 2022 | Juan Carlos Arce 37' · Marcelo Martins 60' |
| 08/09/2020                                        | Estadio Defensores del Chaco, Asunción | Paraguay  | 2 - 2    | Eliminatorias Catar 2022 | Marcelo Martins 41' · Boris Céspedes 45'   |
| Actualizado el 11 de diciembre de 2020, 12:24 UTC |                                        |           |          |                          |                                            |

### Estadísticas
|    | Equipo  | V | E | P | GF | GC | DG | RL | RV     | RT    | PL | PV | PJ |
| -- | ------- | - | - | - | -- | -- | -- | -- | ------ | ----- | -- | -- | -- |
| 79 | Bolivia | 0 | 1 | 3 | 5  | 12 | -7 | 0% | 16,66% | 8,33% | 2  | 2  | 4  |
|    |         |   |   |   |    |    |    |    |        |       |    |    |    |

### Goleadores
|                                              | Jugador          | Equipo        | Anotado |
| -------------------------------------------- | ---------------- | ------------- | ------- |
| 1.°                                          | Marcelo Martins  | Cruzeiro      | 3       |
| 2.°                                          | Juan Carlos Arce | Bolívar       | 1       |
|                                              | Boris Céspedes   | Servette F.C. | 1       |
| Actualizado el 9 de enero de 2020, 04:07 UTC |                  |               |         |

## Selección sub-23 Masculina

### Enfrentamientos
| Fecha      | Recinto                                      | Rival    | Marcador | Competencia        | Goles Anotados                                                            |
| ---------- | -------------------------------------------- | -------- | -------- | ------------------ | ------------------------------------------------------------------------- |
| 09/01/2020 | Sede Campestre del Club Deportivo Cali, Cali | Chile    | 2 - 1    | Amistoso           | José María Carrasco 21'                                                   |
| 12/01/2020 | Estadio Romelio Martínez, Barranquilla       | Colombia | 0 - 1    | Amistoso           | Moisés Villarroel 29' (pen.)                                              |
| 22/01/2020 | Estadio Hernán Ramírez Villegas, Pereira     | Paraguay | 2 - 0    | Preolímpico Sub-23 |                                                                           |
| 25/01/2020 | Estadio Centenario, Armenia                  | Uruguay  | 3 - 2    | Preolímpico Sub-23 | Moisés Villarroel 25' (pen.) · Víctor Abrego 59' · Fernando Saldías 90+3' |
| 28/01/2020 | Estadio Centenario, Armenia                  | Brasil   | 5 - 3    | Preolímpico Sub-23 | Víctor Abrego 20' 71' · Juan Sebastián Reyes 79'                          |
| 31/01/2020 | Estadio Centenario, Armenia                  | Perú     | 2 - 1    | Preolímpico Sub-23 | Moisés Villarroel 69' · Fernando Saldías 75' (pen.)                       |

### Goleadores
|                                              | Jugador              | Equipo             | Anotado |
| -------------------------------------------- | -------------------- | ------------------ | ------- |
| 1.°                                          | Moisés Villarroel    | Wilstermann        | 3       |
| 2.°                                          | Victor Abrego        | Bolívar            | 2       |
|                                              | Fernando Saldías     | Atlético Palmaflor | 2       |
| 4.°                                          | Juan Sebastián Reyes | Wilstermann        | 1       |
|                                              | José María Carrasco  | Blooming           | 1       |
| Actualizado el 9 de enero de 2020, 04:07 UTC |                      |                    |         |

## Selección sub-20 Masculina

### Enfrentamientos
| Fecha      | Recinto                                          | Rival    | Marcador | Competencia | Goles Anotados          |
| ---------- | ------------------------------------------------ | -------- | -------- | ----------- | ----------------------- |
| 05/12/2020 | Centro de Alto Rendimiento Oscar Harrison, Luque | Paraguay | 2 - 1    | Amistoso    | José Flores 36'         |
| 07/12/2020 | Estadio Feliciano Cáceres, Luque                 | Paraguay | 2 - 1    | Amistoso    | Ernesto Adiri 86'       |
| 12/12/2020 | Nova Granja Comary, Teresópolis                  | Brasil   | 2 - 0    | Amistoso    |                         |
| 15/12/2020 | Nova Granja Comary, Teresópolis                  | Chile    | 2 - 0    | Amistoso    |                         |
| 18/12/2020 | Nova Granja Comary, Teresópolis                  | Perú     | 1 - 3    | Amistoso    | José Alfredo Flores 75' |

## Selección sub-20 Femenina

### Enfrentamientos
| Fecha      | Recinto                                     | Rival     | Marcador | Competencia         | Goles Anotados       |
| ---------- | ------------------------------------------- | --------- | -------- | ------------------- | -------------------- |
| 04/03/2020 | Estadio San Juan del Bicentenario, San Juan | Colombia  | 8 - 0    | Sudamericano Sub-20 |                      |
| 06/03/2020 | Estadio San Juan del Bicentenario, San Juan | Venezuela | 0 - 5    | Sudamericano Sub-20 |                      |
| 08/03/2020 | Estadio San Juan del Bicentenario, San Juan | Ecuador   | 0 - 2    | Sudamericano Sub-20 |                      |
| 13/03/2020 | Estadio San Juan del Bicentenario, San Juan | Argentina | 1 - 1    | Sudamericano Sub-20 | Marlene Flores 45+2' |

## Selección sub-17 Femenina

### Enfrentamientos
| Fecha      | Recinto                           | Rival                  | Marcador | Competencia | Goles Anotados                                |
| ---------- | --------------------------------- | ---------------------- | -------- | ----------- | --------------------------------------------- |
| 24/10/2020 | Cancha de Kallaschurpa, Tiquipaya | Club Exótico Tiquipaya | 2 - 1    | Amistoso    | Leticia Rodríguez 16' e Isabella Bruzonic 32' |
| 24/10/2020 | Cancha de Kallaschurpa, Tiquipaya | Club Exótico Tiquipaya | 2 - 0    | Amistoso    |                                               |